# 鄂西凤仙花
鄂西凤仙花（学名：Impatiens exiguiflora）为凤仙花科凤仙花属的植物，是中国的特有植物。分布于中国大陆的湖北等地，生长于海拔800米至1,600米的地区，多生长在阴湿处、山谷林下、山坡路旁以及沟边草丛中，目前尚未由人工引种栽培。

## 别名
小花凤仙花（湖北植物大全）